# Manuel Salcido Uzeta
Juan Manuel Salcido Auzeta (San Juan, San Ignacio, Sinaloa, 22 de octubre de 1946-Zapopan, Jalisco, 9 de octubre de 1991), conocido también por sus alias "El Cochiloco", "El Gallo de San Juan", "El Comandante Martínez" o "Don Pedro Orozco García", fue un capo de una organización criminal dedicada al tráfico de drogas en México.
Cojeaba debido a un balazo que recibió en una pierna en su tierra natal, San Ignacio, Sinaloa. Vivió de 1946 hasta 1991 en el municipio de Coquimatlán, Colima, México, con el sobrenombre de "Pedro Orozco", siendo considerado por los habitantes de la población como un próspero agricultor y ganadero, puesto que esa no era su zona de trabajo o negocios, solo su hogar.
Salcido Uzeta fue asesinado el 9 de octubre de 1991 en Zapopan, Jalisco, por narcotraficantes colombianos tras haber hurtado en Colima cuatro de las ocho toneladas de cocaína que transportaba el barco Chingorazo, que iba con dirección a Baja California. Junto con él fue abatido un teniente del ejército que le acompañaba mientras se transitaban en automóvil por la Avenida Obsidiana, esquina con Avenida Lapislazúli, en la colonia residencial Victoria. Salcido recibió más de 50 impactos de bala. Según ciertas versiones extraoficiales, "El Cochiloco" murió abatido en Zapopan por militares.
Posteriormente, su hermano Gabino Salcido Uzeta también fue asesinado y su muerte, al igual que la de Gil Caro Rodríguez, se encuentra relacionada con este mismo incidente.
A la fecha sus bienes siguen siendo administrados por el abogado Jesús Samuel Neri Gutiérrez, quien en la jerga jurídica es conocido como el Naco Ñeri.